# Besni
Besni és una ciutat de Turquia a la Província d'Adıyaman, a 44 km a l'oest de la ciutat d'Adıyaman. És cap d'un districte amb una població de 36.000 habitant i una superfície de 133 km².
Era el centre d'una sèrie de fortaleses que vigilaven les valls superiors dels afluents de l'Eufrates i les conques al nord d'Ayntab. La vila principal de la regió era la fortalesa d'Hadath la Roja. Besni va sorgir després de la ruïna d'Hadath al segle x i fins llavors depenia de Kaysun i aquesta de Maraix.
Al segle xi fou part del principat armeni de Filaretos i Kogh Vasil i després del comtat d'Edessa. Fou disputada entre el zengites i els aiúbides i després entre aquestos i Rum (segle xii) i aquestos darrers la van dominar al segle xiii inclosa dins el districte de Marash. Els mongols la van cedir al Regne Armeni de Cilícia, però aviat fou conquerida pels mamelucs abans del final del segle xiii. Al final del segle xiv va passar als turcmans de Dhu l-Kadr. Vers 1401 fou saquejada per Tamerlà i va tornar poc després a mans dels mamelucs fins al 1516 quan fou conquerida pels otomans.
El 1955 tenia 10.500 habitants.